# Tom Wigley
Tom Wigley (18 de enero de 1940, Adelaida, Australia) es un científico del clima en la Corporación Universitaria de Investigación Atmosférica (UCAR). Fue nombrado miembro de la Asociación Estadounidense para el Avance de la Ciencia (AAAS) por sus contribuciones a la modelización del ciclo del carbono y el análisis de datos del clima, y porque es "uno de los principales expertos del mundo sobre el cambio climático y uno de los científicos más citados en la disciplina.". Wigley ha sostenido en los medios de comunicación que el Grupo Intergubernamental de Expertos sobre el Cambio Climático (IPCC) ha sido demasiado optimista sobre el posibilidad de evitar el cambio climático reduciendo las emisiones nocivas de gases de invernadero, y que "los cambios inducidos por el ser humano en los próximos 100 años son mucho mayor que cualquier cambio que experimentaron las sociedades en el pasado.

## Los cálculos de Wigley
Wigley publicó en 1998 los resultados de la aplicación de un modelo climático a los efectos del Protocolo de Kioto, distinguiendo tres casos en el comportamiento de los países del anexo B del protocolo (los industrializados):
1. que el cumplimiento del protocolo fuera seguido por una sujeción a sus límites, pero sin nuevas medidas de reducción;
2. que el protocolo fuera cumplido, pero no seguido de ninguna limitación (sino de lo que se llama en inglés business as usual);
3. que el protocolo, una vez cumplido, se continuara con una reducción de las emisiones del 1% anual.

Las reducciones del calentamiento previsto por el modelo para 2050 (2,5 °C) eran respectivamente 0,11-0,21 °C (aproximadamente 6%), 0,06-0,11 °C (3%) y alrededor de 0,35 °C (14%). En todos los casos los resultados son muy modestos. Los llamados escépticos se atuvieron al segundo caso (3% de 2,5 °C, es decir, 0,7 °C) y lo esgrimieron sistemáticamente como prueba de la inutilidad del protocolo de Kioto. Fue usado por ejemplo, en el Congreso de Estados Unidos, aún bajo administración Clinton, para parar la adhesión a Kioto.
Wigley es citado por los opuestos a cualquier regulación para declarar que el protocolo de Kioto es innecesario, por inútil, en contra de la conclusión del propio Wigley para quien es insuficiente, pero aun así es «importante como primer paso hacia la estabilización del sistema climático».
El propio Wigley ha revisado la cuestión en un trabajo más reciente, concluyendo que «para estabilizar las temperaturas medias globales, necesitamos finalmente reducir las emisiones de gases de invernadero muy por debajo de los niveles actuales de todo el mundo y los establecidos».

## Algunas publicaciones

### Libros
- robin Russell Jones, tom Wigley. 1989. Ozone depletion: health and environmental consequences. Edición ilustrada de Wiley, 280 pp. ISBN 0471923168